# Justicia gilliesii
Justicia gilliesii är en akantusväxtart som beskrevs av George Bentham och Hook. f.. Justicia gilliesii ingår i släktet Justicia och familjen akantusväxter. Inga underarter finns listade i Catalogue of Life.